# هیرتون ارنشاو
هیرتون ارنشاو (به انگلیسی: Hareton Earnshaw) شخصیتی در رمان بلندی‌های بادگیر اثر امیلی برونته در سال ۱۸۴۷ است. او پسر هیندلی ارنشاو و همسرش، فرانسیس است.

## توضیحات
هیرتون مردی فراخ و قوی با موهای تیره است. ایزابلا لینتون می‌گوید که او «نگاهی از کاترین ارنشاو در چشمانش دارد» و در واقع او و کاترین ارنشاو و کاترین لینتون هر دو «چشم‌های ارنشاوها» قهوه‌ای تیره دارند. به نظر می‌رسد که او روح هیت‌کلیف را حمل می کند و این دو با وجود اینکه هیت‌کلیف زندگی او را کاملاً ویران کرده است، احترام عجیبی نسبت به یکدیگر دارند. هیت‌کلیف همچنین کاترین ارنشاو را در او می بیند که به نظر می‌رسد هیرتون را به منبع درد تبدیل می‌کند. او گاهی سعی می‌کند با لینتون (پسر هیت‌کلیف) کنار بیاید، اما خوب نشد. رابطه عاشقانه او با کتی لینتون ممکن است تا حدی توضیح دهد که چرا هیت‌کلیف سرانجام به زندگی خود پایان می‌دهد، به طور بالقوه در آرامش، بدون اینکه انتقام دیگری از کسی بگیرد.